# Кеннелли, Ричард
Ричард Баярд Кеннелли младший (англ. Richard Bayard Kennelly, Jr.; род. 4 июля 1965, Бостон) — американский гребец, выступавший за сборную США по академической гребле в период 1988—1992 годов. Серебряный призёр летних Олимпийских игр в Сеуле, обладатель серебряной медали чемпионата мира, победитель и призёр многих регат национального значения.

## Биография
Ричард Кеннелли родился 4 июля 1965 года в Бостоне, штат Массачусетс.
Заниматься академической греблей начал во время учёбы в школе St. Paul's School в Нью-Гэмпшире, затем продолжил подготовку в Гарвардском колледже, который окончил в 1987 году со степенью в области английской и американской литературы. Впоследствии поступил в Виргинский университет, где в первой половине 1990-х годов так же состоял в гребной команде — получил здесь учёные степени в области планирования природопользования и юриспруденции.
В 1988 году вошёл в основной состав американской национальной сборной и благодаря череде удачных выступлений удостоился права защищать честь страны на летних Олимпийских играх в Сеуле. В составе экипажа-четвёрки без рулевого в финале пришёл к финишу вторым позади команды из Восточной Германии — тем самым завоевал серебряную олимпийскую награду.
После сеульской Олимпиады Кеннелли остался в составе гребной команды США на ещё один олимпийский цикл и продолжил принимать участие в крупнейших международных регатах. Так, 1989 году он побывал на чемпионате мира в Бледе, откуда привёз награду серебряного достоинства, выигранную в зачёте распашных безрульных четвёрок.
В 1991 году в рулевых четвёрках выступил на мировом первенстве в Вене — сумел квалифицироваться здесь лишь в утешительный финал B и расположился в итоговом протоколе соревнований на седьмой строке.
Находясь в числе лидеров американской национальной сборной, благополучно прошёл отбор на Олимпийские игры 1992 года в Барселоне. Здесь стартовал в восьмёрках и на сей раз попасть в число призёров не смог, став четвёртым.
Завершив спортивную карьеру, в период 1997—2002 годов работал в природоохранной организации Conservation Law Foundation, затем в 2003—2007 годах занимал должность вице-президента в компании Seahorse Power. С 2012 года занимает руководящую должность в Team Concepts.